# Двозаломлення мінералів
Двозаломлення мінералів (рос. двупреломление минералов, англ. birefringence of minerals, нім. Doppelbrechung f von Mineralien, Zweibrechen (Zweirefraktion) von Mineralien) — важлива оптична константа мінералів, яка визначає різницю найбільшого і найменшого показників заломлення. 
В ізотропних мінералах двозаломлення мінералів дорівнює нулю.